# 霍華茲里奇 (密蘇里州)
霍華茲里奇（英語：Howards Ridge）是位於美國密蘇里州歐扎克縣的非建制地區。

## 歷史
霍華茲里奇的郵局於1905年設立，其後於1978年停運。

## 地理
霍華茲里奇所處的海拔為高於海平面268米（即879英呎），而該地所採用的時區為UTC-6，即北美中部時區（CST）。同時該地設有夏令時間，為UTC-6調快一小時，即UTC-5（CDT）。